# Dick Carter (Squashspieler)
Richard „Dick“ Carter (* 1938 oder 1939; † vor oder am 10. August 2022) war ein australischer Squashspieler.

## Karriere
Dick Carter war in den 1960er- und 1970er-Jahren als Squashspieler aktiv. Auf regionaler Ebene war er einer der Hauptakteure der in 78 Spielen ungeschlagenen Mannschaft von New South Wales. Mit der australischen Nationalmannschaft nahm er 1967, 1969 und 1971 an der Weltmeisterschaft teil und gewann bei allen drei Teilnahmen den Weltmeistertitel. Im Einzel stand er 1976 und 1977 im Hauptfeld der Weltmeisterschaft und schied beide Male in der ersten Runde aus. Sein bestes Resultat bei den British Open war das Erreichen des Viertelfinals 1969. 1965 wurde er nach Einladung des neuseeländischen Squashverbandes, der sich von Carters Teilnahme und der Heather Blundells bei den Damen ein höheres Niveau für die Veranstaltung versprach, neuseeländischer Meister.

## Erfolge
- Weltmeister mit der Mannschaft: 3 Titel (1967, 1969, 1971)
- Neuseeländischer Meister: 1965